# جون-كلود بريالي
جون-كلود بريالي (بالفرنسية: Jean-Claude Brialy )‏ (و. 1933 – 2007 م) هو ممثل، ومخرج أفلام، وكاتب سيناريو، وكاتب، ومخرج تلفزيوني، ومغني، وممثل مسرحي، وممثل أفلام، من فرنسا، ولد في سور الغزلان، توفي عن عمر يناهز 74 عاماً، بسبب سرطان.

## التعليم
تعلم في Prytanée national militaire ‏، وConservatoire de Strasbourg ‏.

## الأعمال
```
* 
الضربات الربعمائة
```

## جوائز وترشيحات
حصل على جوائز منها:
- جائزة سيزار لأفضل ممثل مساعد، عن عمل: Les Innocents (film) [الإنجليزية]‏ (1987)
- وسام جوقة الشرف من رتبة قائد
- نيشان الاستحقاق الوطني من رتبة قائد.

ترشح لـ:
- جائزة سيزار لأفضل ممثل مساعد، عن عمل: Les Innocents (film) [الإنجليزية]‏ (1987)
- جائزة سيزار لأفضل ممثل مساعد، عن عمل: القاضي والقاتل المأجور (1976).

## وصلات خارجية
- جون-كلود بريالي على موقع IMDb (الإنجليزية)
- جون-كلود بريالي على موقع روتن توميتوز (الإنجليزية)
- جون-كلود بريالي على موقع مونزينجر (الألمانية)
- جون-كلود بريالي على موقع ألو سيني (الفرنسية)
- جون-كلود بريالي على موقع ميوزك برينز (الإنجليزية)
- جون-كلود بريالي على موقع أول موفي (الإنجليزية)
- جون-كلود بريالي على موقع قاعدة بيانات الأفلام السويدية (السويدية)
- جون-كلود بريالي على موقع إن إن دي بي (الإنجليزية)
- جون-كلود بريالي على موقع ديسكوغز (الإنجليزية)
- جون-كلود بريالي على موقع قاعدة بيانات الفيلم (الإنجليزية)